# Campeonato Descentralizado 2017
El Campeonato Descentralizado  2017, por razones de patrocinio como Copa Movistar 2017, fue la edición número 101 de la Primera División del Perú, la quincuagésima segunda desde que se descentraliza en 1966, la quincuagésima segunda bajo la denominación de Campeonato Descentralizado y la séptima bajo el patrocinio de Movistar.
Su organización, control y desarrollo estuvo a cargo de la Asociación Deportiva de Fútbol Profesional (ADFP), bajo supervisión de la Federación Peruana de Fútbol (FPF).
El campeonato sufrió modificaciones respecto a la edición anterior. Se eliminaron las Liguillas y los Play-offs con cuatro equipos y en su lugar se disputaron 2 torneos cortos. El Torneo Apertura y el Torneo Clausura; donde los campeones del Apertura y Clausura se clasificarían para la Final.
El Torneo Apertura, que se disputó bajó el formato de todos contra todos en 15 fechas, empezó el 26 de mayo y terminó el 13 de agosto. Alianza Lima se coronó campeón del Apertura de esa manera se clasificó para la Final del Campeonato y para la fase de grupos de la Copa Libertadores 2018. En ese momento fue subcampeón UTC, debido a que Real Garcilaso, luego de ganar, fue sancionado de oficio perdiendo contra Juan Aurich (como visitante) y Alianza Atlético (como local). Sin embargo el 29 de noviembre el Tribunal de Arbitraje Deportivo revirtió este fallo y confirmó a Real Garcilaso como ganador de ambos encuentros, con lo cual el equipo cusqueño quedó, finalmente, como subcampeón del Apertura.
El Torneo Clausura, que se jugó con el mismo formato del Apertura, pero con la localía invertida, empezó el 18 de agosto y terminó el 3 de diciembre. Alianza Lima se coronó campeón y de esa manera, al haber ganado también el Apertura, fue inmediatamente campeón nacional sin necesidad de jugar la Final. Así los blanquiazules consiguieron su vigésimo tercer (23.º) título nacional, el noveno en Campeonatos Descentralizados y el primero desde 2006; y además se clasificaron para la fase de grupos de la Copa Libertadores 2018 como Perú 1. Real Garcilaso fue subcampeón y de esa manera, al haber sido subcampeón también en  el Apertura, se clasificó a la fase de grupos de la Copa Libertadores 2018 como Perú 2.
Finalmente la tabla acumulada definió el restó de las clasificaciones a los torneos internacionales. Universitario, cuarto en la tabla acumulada, se clasificó para la Primera Fase de la Copa Libertadores 2018. UTC, Sport Huancayo, Sport Rosario y Sporting Cristal; quinto, sexto, séptimo y octavo respectivamente; se clasificaron para la Primera Fase de la Copa Sudamericana 2018 como Perú 1, 2, 3  y 4 respectivamente.
Además Juan Aurich y Alianza Atlético descendieron al terminar en la décima quinta y décima sexta posición respectivamente. El descenso de ambos se volvió definitivo el 29 de noviembre cuando el Tribunal de Arbitraje Deportivo revirtió el fallo que les daba por ganado sus respectivos partidos frente a Real Garcilaso.

## Sistema de competición
El Campeonato estuvo constituido de tres torneos cortos —Torneo de Verano, Torneo Apertura y Torneo Clausura— y una final que se iba a jugar entre los ganadores del Torneo Apertura y Clausura.
El Torneo de Verano fue el primer torneo en jugarse. En él los dieciséis equipos fueron divididos en dos grupos de ocho cada uno mediante sorteo. Dentro de cada grupo los equipos jugaron entre sí, dos veces, mediante el sistema de todos contra todos, totalizando catorce partidos cada uno. Al término de las catorce fechas los primeros de cada grupo se clasificaron para la final, la cual se jugó a doble partido.
El Torneo Apertura se jugó luego del torneo de Verano y el Clausura después del Apertura. En ambos los dieciséis equipos jugaron entre sí, una vez, mediante sistema de todos contra todos totalizando quince partidos cada uno. Al término de las quince fechas el primer equipo se proclamó campeón y se clasificó a la final. Los partidos del Clausura fueron de localía invertida con respecto al Apertura. Los puntajes no se acumularon de un torneo a otro, por lo que los clubes empezaron con cero puntos en cada uno de los tres.
Los ganadores del Apertura y Clausura se debieron enfrentar en la Final nacional, la cual debió jugarse a doble partido —con tercer partido de haber sido necesario—. Finalmente, la final no se disputó.

### Clasificación a torneos internacionales
Para la temporada 2018 Perú contaba con cuatro cupos para la Copa Libertadores y cuatro para la Copa Sudamericana. Los cupos a dichos torneos se repartieron de la siguiente manera:

#### Copa Libertadores
- Perú 1: Campeón de la Campeonato Descentralizado 2017
- Perú 2: Subcampeón del Campeonato Descentralizado 2017
- Perú 3: Campeón del Torneo de Verano
- Perú 4: Primer clasificado en la Tabla Acumulada

#### Copa Sudamericana
- Perú 1: Segundo clasificado en la Tabla Acumulada
- Perú 2: Tercer clasificado en la Tabla Acumulada
- Perú 3: Cuarto clasificado en la Tabla Acumulada
- Perú 4: Quinto clasificado en la Tabla Acumulada

### Descenso a Liga 2
Los equipos que ocupen el 15° y 16° puesto de la Tabla acumulada descenderán de categoría y disputarán la Liga 2 2018.

## Ascensos y descensos
Hubo 2 Descensos en la Temporada 2016 y 2 Ascensos (1 Campeón de Copa Perú y 1 Campeón de Segunda División) en esta Temporada.
Por lo que se Mantienen los mismos 16 equipos para este 2017. 
Es decir, en el torneo participaron 16 equipos: los catorce primeros del Campeonato Descentralizado 2016 más el campeón de la Segunda División 2016 y el campeón de la Copa Perú 2016.
Defensor La Bocana y Universidad César Vallejo descendieron la temporada 2016 y fueron reemplazados por Academia Deportiva Cantolao y Sport Rosario. Academia Deportiva Cantolao ascendió luego de que la Comisión de Justicia de la F. P. F. resolviera declararlo campeón luego de una polémica desatada tras la final de la Segunda División 2016. Sport Rosario ascendió luego de ganar la Copa Perú 2016. Ambos ascendidos jugaron por primera vez en Primera División.
| Posición                 | Ascendidos de la Copa Perú y Segunda División 2016 |
| ------------------------ | -------------------------------------------------- |
| 1. 1º Finalísima CP 2016 | Sport Rosario (Copa Perú 2016 Finalísima) Asciende |
| 2. 1º 2D 2016            | Academia Cantolao (Segunda División 2016) Asciende |

| Posición    | Descendidos a la Segunda División 2017                |
| ----------- | ----------------------------------------------------- |
| 15° 1D 2016 | Universidad César Vallejo (Segunda División 2017) (D) |
| 16° 1D 2016 | Defensor La Bocana (Segunda División 2017) (D)        |

## Equipos participantes

### Localización
Perú está dividido en 25 Departamentos, 11 están representados en el campeonato con por lo menos un equipo. El Departamento de Lima cuenta con la mayor cantidad de representantes (5 equipos), seguido por el Departamento de Cajamarca (2 equipos).
| Lima       | 5 | Alianza Lima, Deportivo Municipal, Sporting Cristal, Universitario y Universidad San Martin | Alianza Lima Deportivo Municipal Sporting Cristal Universidad San Martín Universitario UTC Comerciantes Unidos FBC Melgar Ayacucho FCReal Garcilaso Cantolao Sport Huancayo Alianza Atlético Juan Aurich Unión Comercio Sport Rosario Localización de los equipos de la Primera División 2017 |
| Cajamarca  | 2 | UTC y Comerciantes Unidos                                                                   | Alianza Lima Deportivo Municipal Sporting Cristal Universidad San Martín Universitario UTC Comerciantes Unidos FBC Melgar Ayacucho FCReal Garcilaso Cantolao Sport Huancayo Alianza Atlético Juan Aurich Unión Comercio Sport Rosario Localización de los equipos de la Primera División 2017 |
| Callao     | 1 | Academia Cantolao                                                                           | Alianza Lima Deportivo Municipal Sporting Cristal Universidad San Martín Universitario UTC Comerciantes Unidos FBC Melgar Ayacucho FCReal Garcilaso Cantolao Sport Huancayo Alianza Atlético Juan Aurich Unión Comercio Sport Rosario Localización de los equipos de la Primera División 2017 |
| Junín      | 1 | Sport Huancayo                                                                              | Alianza Lima Deportivo Municipal Sporting Cristal Universidad San Martín Universitario UTC Comerciantes Unidos FBC Melgar Ayacucho FCReal Garcilaso Cantolao Sport Huancayo Alianza Atlético Juan Aurich Unión Comercio Sport Rosario Localización de los equipos de la Primera División 2017 |
| Lambayeque | 1 | Juan Aurich                                                                                 | Alianza Lima Deportivo Municipal Sporting Cristal Universidad San Martín Universitario UTC Comerciantes Unidos FBC Melgar Ayacucho FCReal Garcilaso Cantolao Sport Huancayo Alianza Atlético Juan Aurich Unión Comercio Sport Rosario Localización de los equipos de la Primera División 2017 |
| Piura      | 1 | Alianza Atlético                                                                            | Alianza Lima Deportivo Municipal Sporting Cristal Universidad San Martín Universitario UTC Comerciantes Unidos FBC Melgar Ayacucho FCReal Garcilaso Cantolao Sport Huancayo Alianza Atlético Juan Aurich Unión Comercio Sport Rosario Localización de los equipos de la Primera División 2017 |
| Arequipa   | 1 | FBC Melgar                                                                                  | Alianza Lima Deportivo Municipal Sporting Cristal Universidad San Martín Universitario UTC Comerciantes Unidos FBC Melgar Ayacucho FCReal Garcilaso Cantolao Sport Huancayo Alianza Atlético Juan Aurich Unión Comercio Sport Rosario Localización de los equipos de la Primera División 2017 |
| Áncash     | 1 | Sport Rosario                                                                               | Alianza Lima Deportivo Municipal Sporting Cristal Universidad San Martín Universitario UTC Comerciantes Unidos FBC Melgar Ayacucho FCReal Garcilaso Cantolao Sport Huancayo Alianza Atlético Juan Aurich Unión Comercio Sport Rosario Localización de los equipos de la Primera División 2017 |
| Ayacucho   | 1 | Ayacucho FC                                                                                 | Alianza Lima Deportivo Municipal Sporting Cristal Universidad San Martín Universitario UTC Comerciantes Unidos FBC Melgar Ayacucho FCReal Garcilaso Cantolao Sport Huancayo Alianza Atlético Juan Aurich Unión Comercio Sport Rosario Localización de los equipos de la Primera División 2017 |
| Cusco      | 1 | Real Garcilaso                                                                              | Alianza Lima Deportivo Municipal Sporting Cristal Universidad San Martín Universitario UTC Comerciantes Unidos FBC Melgar Ayacucho FCReal Garcilaso Cantolao Sport Huancayo Alianza Atlético Juan Aurich Unión Comercio Sport Rosario Localización de los equipos de la Primera División 2017 |
| San Martín | 1 | Unión Comercio                                                                              | Alianza Lima Deportivo Municipal Sporting Cristal Universidad San Martín Universitario UTC Comerciantes Unidos FBC Melgar Ayacucho FCReal Garcilaso Cantolao Sport Huancayo Alianza Atlético Juan Aurich Unión Comercio Sport Rosario Localización de los equipos de la Primera División 2017 |

### Información de los equipos
| Equipo                 | Ciudad     | Entrenador         | Estadio                 | Aforo  | Proveedor | Patrocinador principal (en la equipación) |
| ---------------------- | ---------- | ------------------ | ----------------------- | ------ | --------- | ----------------------------------------- |
| Academia Cantolao      | Callao     | Carlos Silvestri   | Miguel Grau             | 17 000 | Real      | Sin Destacar                              |
| Alianza Atlético       | Sullana    | Walter Aristizábal | Melanio Coloma          | 4 000  | Walon     | Caja Sullana                              |
| Alianza Lima           | Lima       | Pablo Bengoechea   | Alejandro Villanueva    | 35 000 | Nike      | 24Win                                     |
| Ayacucho FC            | Ayacucho   | Carlos Fabián Leeb | Ciudad de Cumaná        | 15 000 | Real      | New Athletic                              |
| Comerciantes Unidos    | Cutervo    | Jorge Espejo       | Juan Maldonado Gamarra  | 10 000 | Loma's    | Sin Destacar                              |
| Deportivo Municipal    | Lima       | Gerardo Ameli      | Iván Elías Moreno       | 10 000 | Marathon  | Sin Destacar                              |
| Juan Aurich            | Chiclayo   | Julio César Uribe  | Carlos A. Olivares      | 7 000  | Joma      | Sin Destacar                              |
| FBC Melgar             | Arequipa   | Enrique Meza       | Mariano Melgar          | 15 000 | Walon     | Caja Arequipa                             |
| Real Garcilaso         | Cusco      | Marcelo Grioni     | Garcilaso de la Vega    | 42 000 | Walon     | I-Cax                                     |
| Sport Huancayo         | Huancayo   | Rolando Chilavert  | Huancayo                | 20 000 | Walon     | Caja Huancayo                             |
| Sport Rosario          | Huaraz     | Gustavo Onaindia   | Rosas Pampa             | 20 000 | Palant    | Argenper                                  |
| Sporting Cristal       | Lima       | Pablo Zegarra      | Alberto Gallardo        | 15 000 | Adidas    | Cerveza Cristal                           |
| Unión Comercio         | San Martín | Javier Arce        | IPD de Nueva Cajamarca. | 12 000 | Convert   | Sin destacar.                             |
| Universidad San Martín | Lima       | Orlando Lavalle    | Miguel Grau             | 17 000 | Umbro     | U. S. M. P.                               |
| UTC                    | Cutervo    | Franco Navarro     | Héroes de San Ramón     | 18 000 | Real      | Mi tierra es Cajamarca.                   |
| Universitario          | Lima       | Pedro Troglio      | Monumental              | 80 093 | Umbro     | Anypsa                                    |

### Cambios de entrenadores
| Equipo                    | Entrenador (Jornadas)                | Fecha de vacante         | Tipo de salida | Posición en la tabla | Entrenador entrante (Jornada)      | Fecha de entrada         |
| ------------------------- | ------------------------------------ | ------------------------ | -------------- | -------------------- | ---------------------------------- | ------------------------ |
| Alianza Atlético          | Nahuel Martínez. (1-4)               | 24 de febrero de 2017    | ?              | 12.º                 | Teddy Cardama (int.) (5)           | 24 de febrero de 2017    |
| Alianza Atlético          | Teddy Cardama (int.) (5-10)          | 25 de abril de 2017      | ?              | 16.º                 | Miguel Miranda (11)                | 25 de abril de 2017      |
| Comerciantes Unidos       | Jorge Aravena. (1-4)                 | 24 de febrero de 2017    | ?              | 15.º                 | Óscar Ibáñez. (5)                  | 25 de febrero de 2017    |
| Comerciantes Unidos       | Agapito Rodríguez (int.) (1 clasura) | 21 de agosto de 2017     | ?              | 1.º                  | Jorge Espejo (2 clasura)           | 26 de agosto de 2017     |
| Real Garcilaso            | Duilio Cisneros. (1-5)               | 28 de febrero de 2017    | ?              | 5.º                  | Gustavo Coronel (int.). (6)        | 28 de febrero de 2017    |
| Unión Comercio            | Julio César Uribe. (1-5)             | 4 de marzo de 2017       | ?              | 10.º                 | Miguel Prince.[cita requerida] (8) | 12 de marzo de 2017      |
| Unión Comercio            | Miguel Prince. (8-12)                | 5 de mayo de 2017        | ?              | 10.º                 | Gino Reyes (int.) (13)             | 7 de mayo de 2017        |
| Unión Comercio            | Carlos Silva (2 clasura)             | 10 de septiembre de 2017 | ?              | 16.º                 | Javier Arce (3 clasura)            | 13 de septiembre de 2017 |
| Universitario de Deportes | Roberto Challe. (1-8)                | 22 de marzo de 2017      | ?              | 14.º                 | Pedro Troglio. (9)                 | 22 de marzo de 2017      |
| Sport Huancayo            | Diego Umaña. (1-14)                  | 10 de mayo de 2017       | ?              | 9.º                  | Rolando Chilavert. (15)            | 12 de mayo de 2017       |
| Deportivo Municipal       | Marcelo Grioni. (1-14)               | 20 de mayo de 2017       | ?              | 14.º                 | Francisco Pizarro (int.). (15)     | 22 de mayo de 2017       |
| Deportivo Municipal       | Francisco Pizarro (int.) (15)        | 29 de mayo de 2017       | ?              | 12.º                 | Gerardo Ameli. (16)                | 29 de mayo de 2017       |
| Sport Rosario             | Gerardo Ameli. (1-14)                | 21 de mayo de 2017       | ?              | 4.º                  | Rainer Torres (int.). (15)         | 22 de mayo de 2017       |
| Sporting Cristal          | José G. del Solar (1-19)             | 25 de junio de 2017      | ?              | 4.º                  | Pablo Zegarra (20)                 | 25 de junio de 2017      |
| Ayacucho F.C.             | Francisco Melgar (1 clasura)         | 24 de agosto de 2017     | ?              | 16.º                 | Carlos Leeb (2 clasura)            | 25 de agosto de 2017     |
| Juan Aurich               | Christian Lovrincevich (5 clasura)   | 24 de septiembre de 2017 | ?              | 16.º                 | Julio Uribe (7 clasura)            | 26 de septiembre de 2017 |
| FBC Melgar                | Juan Reynoso (1-36)                  | 1 de octubre de 2017     | ?              | 5.º                  | Enrique Maximiliano Meza (37)      | 5 de octubre de 2017     |

### Jugadores extranjeros
Para el presente campeonato cada equipo podrá incluir dentro de su lista de jugadores un máximo de cinco extranjeros; de los cuales solo podrán actuar de manera simultánea tres. Solo se les permitirá la sustitución de un extranjero durante la ventana de pases de medio año. Si un jugador extranjero se nacionalizará a mitad del campeonato, seguirá contando como extranjero.
| Equipo                 | Jugador 1         | Jugador 2           | Jugador 3            | Jugador 4            | Jugador 5       |
| ---------------------- | ----------------- | ------------------- | -------------------- | -------------------- | --------------- |
| Academia Cantolao      | Federico Nicosia  | Jefferson Collazos  | Leandro Martín       |                      |                 |
| Alianza Atlético       | Jonathan Palacios |                     |                      |                      |                 |
| Alianza Lima           | Germán Pacheco    | Gonzalo Godoy       | Lionard Pajoy        | Luis Aguiar          | Gabriel Leyes   |
| Ayacucho FC            | Fabián González   | Marcos Pirchio      | Mario Villasanti     | Sixto Ramírez        |                 |
| Comerciantes Unidos    | Luis Copete       | Jefferson Viveros   | Jeremías Bogado      |                      |                 |
| Deportivo Municipal    | Pablo Lavandeira  | Freddy Álvarez      | Luis Calderón        | Masakatsu Sawa       | Sergio Moreno   |
| Juan Aurich            | George Arrieta    | Enzo Borges         | Ricardo Buitrago     |                      |                 |
| FBC Melgar             | Dahwling Leudo    | Omar Fernández      | Jean Barrientos      | Yahya Boumediene     |                 |
| Real Garcilaso         | Alfredo Ramúa     | Danilo Carando      | Lampros Kontogiannis |                      |                 |
| Sport Huancayo         | Blas López        | Carlos Neumann      | Gustavo Villamayor   | José Montiel         | Carlos Preciado |
| Sport Rosario          | Carlos Beltrán    | José Miguel Andrade | Darwin Ramírez       |                      |                 |
| Sporting Cristal       | Christian Ortiz   | Gabriel Costa       | Mauricio Viana       |                      |                 |
| Unión Comercio         | Edy Rentería      | Cristian Bogado     | Matías Mirabaje      | Cristian Lasso       | César Mena      |
| Universidad San Martín | Ramiro Ríos       | Jairo Vélez         | Ramiro Cáseres       |                      |                 |
| UTC                    | Donald Millán     | Gonzalo Baglivo     | Jonathan Segura      | Maximiliano Callorda | Mynor Escoe     |
| Universitario          | Alberto Quintero  | Arquímedes Figuera  | Diego Guastavino     | Diego Manicero       | Luis Tejada     |

## Torneo de Verano
El Torneo de Verano fue el primero de los tres torneos cortos en jugarse. Los equipos participantes fueron divididos en dos grupos, dentro de los cuales se incluyeron por lo menos a un equipo de Lima o Callao, un equipo de altura y un equipo de no altura. Dentro de cada grupo los ocho equipos jugaron entre sí mediante el sistema de todos contra todos dos veces totalizando catorce partidos cada uno. Al final de las catorce fechas los ganadores de cada grupo clasificaron a la final.
Empezó el 4 de febrero con la fase de grupos y terminó el 31 de mayo con la final. El campeón se clasificó para la segunda fase de la Copa Libertadores 2018.

#### Grupo A
|    | Equipo                 | PJ | G | E | P | GF | GC | Dif | Pts | Notas |
| -- | ---------------------- | -- | - | - | - | -- | -- | --- | --- | ----- |
| 1. | FBC Melgar             | 14 | 7 | 6 | 1 | 20 | 12 | 8   | 27  | Final |
| 2. | Sport Rosario          | 14 | 6 | 6 | 2 | 13 | 7  | 6   | 24  |       |
| 3. | Sporting Cristal       | 14 | 6 | 4 | 4 | 27 | 16 | 11  | 22  |       |
| 4. | Academia Cantolao      | 14 | 5 | 4 | 5 | 16 | 15 | 1   | 19  |       |
| 5. | Universidad San Martín | 14 | 5 | 2 | 7 | 18 | 19 | −1  | 17  |       |
| 6. | Ayacucho FC            | 14 | 4 | 4 | 6 | 18 | 21 | −3  | 16  |       |
| 7. | Unión Comercio         | 14 | 4 | 4 | 6 | 16 | 20 | −4  | 16  |       |
| 8. | Alianza Atlético       | 14 | 3 | 2 | 9 | 10 | 28 | −18 | 11  |       |

#### Grupo B
|    | Equipo              | PJ | G | E | P | GF | GC | Dif | Pts | Notas |
| -- | ------------------- | -- | - | - | - | -- | -- | --- | --- | ----- |
| 1. | UTC                 | 14 | 8 | 3 | 3 | 24 | 15 | 9   | 27  | Final |
| 2. | Real Garcilaso      | 14 | 7 | 3 | 4 | 27 | 17 | 10  | 24  |       |
| 3. | Alianza Lima        | 14 | 6 | 5 | 3 | 22 | 15 | 7   | 23  |       |
| 4. | Universitario       | 14 | 5 | 4 | 5 | 19 | 18 | 1   | 19  |       |
| 5. | Sport Huancayo      | 14 | 5 | 3 | 6 | 19 | 23 | −4  | 18  |       |
| 6. | Comerciantes Unidos | 14 | 5 | 3 | 6 | 18 | 22 | -4  | 18  |       |
| 7. | Deportivo Municipal | 14 | 4 | 2 | 8 | 13 | 16 | −3  | 14  |       |
| 8. | Juan Aurich         | 14 | 2 | 5 | 7 | 15 | 31 | −16 | 11  |       |

### Final del Torneo de Verano
La final se jugó a doble partido entre los ganadores de cada uno de los grupos. El ganador obtuvo un cupo para la segunda fase de la Copa Libertadores 2018.[Véase consideraciones]
| 21 de mayo de 2017, 16:00 | FBC Melgar    | 1:0 (1:0) | UTC | Estadio Monumental UNSA, Arequipa                             |                                                               |
|                           | Fernández 30' | Reporte   |     | Asistencia: 11.168 espectadores Árbitro(s): Miguel Santiváñez | Asistencia: 11.168 espectadores Árbitro(s): Miguel Santiváñez |

| 31 de mayo de 2017, 14:30 | UTC                                         | 2:1 (2:0) (3:4 p.)         | FBC Melgar                                       | Estadio Héroes de San Ramón, Cajamarca                   |                                                          |
|                           | Dulanto 7' · Millán 39'                     | Reporte                    | Herrera 90+1'                                    | Asistencia: 10.242 espectadores Árbitro(s): Joel Alarcón | Asistencia: 10.242 espectadores Árbitro(s): Joel Alarcón |
|                           |                                             | Tiros desde el punto penal |                                                  |                                                          |                                                          |
|                           | Guerrero · Segura · Díaz · Dulanto · Millán |                            | Fernández · Barrientos · Herrera · Zúñiga · Arce |                                                          |                                                          |

|                          |
| Campeón Torneo de Verano |
| FBC Melgar               |

## Torneo Apertura
El Torneo Apertura fue el segundo torneo corto del año. Los dieciséis equipos se enfrentaron entre sí mediante el sistema de todos contra todos una vez, totalizando quince partidos cada uno. Los partidos del Apertura constituyeron los partidos de ida del campeonato. El puntaje del torneo de Verano no fue acumulativo, por lo tanto los clubes empezaron el Apertura con cero puntos.
El equipo que acumuló más puntos al término de las quince fechas fue el campeón de dicho torneo, según bases, y clasificaró a la final nacional así como a la fase de grupos de la Copa Libertadores 2018. Cabe resaltar que Alianza Lima hizo un reclamo contra Real Garcilaso, este fue resuelto a posterior por la federación.
- Actualizado el 8 de diciembre de 2017

|     | Equipo                 | PJ | G | E | P | GF | GC | Dif | Pts | Notas                  |
| --- | ---------------------- | -- | - | - | - | -- | -- | --- | --- | ---------------------- |
| 1.  | Alianza Lima           | 15 | 9 | 3 | 3 | 25 | 11 | 14  | 30  | Copa Libertadores 2018 |
| 2.  | Real Garcilaso         | 15 | 9 | 3 | 3 | 25 | 16 | 9   | 30  |                        |
| 3.  | UTC                    | 15 | 8 | 3 | 4 | 17 | 9  | 8   | 27  |                        |
| 4.  | Sport Huancayo         | 15 | 7 | 5 | 3 | 23 | 16 | 7   | 26  |                        |
| 5.  | Universitario          | 15 | 7 | 5 | 3 | 20 | 14 | 6   | 26  |                        |
| 6.  | Deportivo Municipal    | 15 | 6 | 5 | 4 | 17 | 13 | 4   | 23  |                        |
| 7.  | Sporting Cristal       | 15 | 6 | 5 | 4 | 22 | 20 | 2   | 23  |                        |
| 8.  | Sport Rosario          | 15 | 5 | 6 | 4 | 16 | 18 | −2  | 21  |                        |
| 9.  | FBC Melgar             | 15 | 5 | 4 | 6 | 19 | 18 | 1   | 19  |                        |
| 10. | Universidad San Martín | 15 | 5 | 4 | 6 | 25 | 26 | −1  | 19  |                        |
| 11. | Comerciantes Unidos    | 15 | 4 | 5 | 6 | 18 | 21 | −3  | 17  |                        |
| 12. | Unión Comercio         | 15 | 4 | 3 | 8 | 21 | 21 | 0   | 15  |                        |
| 13. | Ayacucho FC            | 15 | 4 | 3 | 8 | 15 | 26 | −11 | 15  |                        |
| 14. | Alianza Atlético       | 15 | 3 | 3 | 9 | 12 | 20 | −8  | 12  |                        |
| 15. | Academia Cantolao      | 15 | 2 | 5 | 8 | 12 | 20 | −8  | 11  |                        |
| 16. | Juan Aurich            | 15 | 1 | 8 | 6 | 13 | 25 | −12 | 10  |                        |

|                                      |
| Ganador Torneo Apertura Alianza Lima |

## Torneo Clausura
El torneo Clausura fue el tercer torneo corto del año. Los equipos participantes se enfrentaron entre sí nuevamente mediante el sistema de todos contra todos una vez, totalizando quince partidos cada uno. Los partidos del Clausura constituyeron los partidos de vuelta del campeonato. El puntaje del torneo de Clausura no fue acumulativo, por lo tanto los clubes empezaron el Clausura con cero puntos.
El equipo que acumuló más puntos al término de las quince fechas fue el ganador y se clasificaró a la final nacional así como a la fase de grupos de la Copa Libertadores 2018.
- Actualizado el 8 de diciembre de 2017[52]

|     | Equipo                 | PJ | G  | E | P | GF | GC | Dif | Pts | Notas                                               |
| --- | ---------------------- | -- | -- | - | - | -- | -- | --- | --- | --------------------------------------------------- |
| 1.  | Alianza Lima           | 15 | 11 | 1 | 3 | 23 | 15 | 8   | 34  | Final y fase de grupos de la Copa Libertadores 2018 |
| 2.  | Real Garcilaso         | 15 | 10 | 2 | 3 | 29 | 15 | 14  | 32  |                                                     |
| 3.  | FBC Melgar             | 15 | 9  | 4 | 2 | 30 | 12 | 18  | 31  |                                                     |
| 4.  | Universitario          | 15 | 9  | 3 | 3 | 29 | 19 | 10  | 29  |                                                     |
| 5.  | Deportivo Municipal    | 15 | 6  | 5 | 4 | 23 | 20 | 3   | 23  |                                                     |
| 6.  | Sport Rosario          | 15 | 5  | 5 | 5 | 20 | 17 | 3   | 20  |                                                     |
| 7.  | Sport Huancayo         | 15 | 5  | 5 | 5 | 22 | 22 | 0   | 20  |                                                     |
| 8.  | UTC                    | 15 | 6  | 2 | 7 | 17 | 17 | 0   | 20  |                                                     |
| 9.  | Sporting Cristal       | 15 | 5  | 3 | 7 | 27 | 24 | 3   | 18  |                                                     |
| 10. | Juan Aurich            | 15 | 5  | 2 | 8 | 22 | 28 | −6  | 17  |                                                     |
| 11. | Academia Cantolao      | 15 | 4  | 6 | 5 | 13 | 22 | −9  | 17  |                                                     |
| 12. | Comerciantes Unidos    | 15 | 4  | 3 | 8 | 23 | 25 | -2  | 15  |                                                     |
| 13. | Ayacucho FC            | 15 | 3  | 5 | 7 | 18 | 26 | −8  | 14  |                                                     |
| 14. | Universidad San Martín | 15 | 4  | 2 | 9 | 20 | 29 | −9  | 14  |                                                     |
| 15. | Unión Comercio         | 15 | 3  | 4 | 8 | 15 | 22 | −7  | 13  |                                                     |
| 16. | Alianza Atlético       | 15 | 3  | 4 | 8 | 13 | 31 | −18 | 13  |                                                     |

|                                      |
| Ganador Torneo Clausura Alianza Lima |

## Tabla acumulada
La tabla acumulada resulta de la suma de resultados de los Torneos de Verano, Apertura y Clausura. Además, al equipo que ocupó el primer lugar en el Torneo de Promoción y Reserva 2017 se le otorgaron dos puntos de bonificación, mientras que al segundo un punto.
La tabla acumulada se usó para determinar a los dos clubes descendidos a la Segunda División 2018. Por otro lado los cuatro primeros obtuvieron un cupo para la Copa Sudamericana 2018, siempre y cuando no hubieran clasificado para ninguna instancia de la Copa Libertadores 2018.
- Actualizado el 6 de diciembre de 2017[57]

| Pos. | Equipo                 | Pts. | PJ | PG | PE | PP | GF | GC | DG  | Clasificado a                               |
| ---- | ---------------------- | ---- | -- | -- | -- | -- | -- | -- | --- | ------------------------------------------- |
| 1    | Alianza Lima           | 87   | 44 | 26 | 9  | 9  | 70 | 41 | +29 | Fase de grupos de la Copa Libertadores 2018 |
| 2    | Real Garcilaso         | 86   | 44 | 26 | 8  | 10 | 79 | 50 | +29 | Fase de grupos de la Copa Libertadores 2018 |
| 3    | FBC Melgar             | 77   | 44 | 21 | 14 | 9  | 69 | 42 | +27 | Fase 2 de la Copa Libertadores 2018         |
| 4    | Universitario          | 74   | 44 | 21 | 12 | 11 | 68 | 51 | +17 | Fase 1 de la Copa Libertadores 2018         |
| 5    | UTC                    | 74   | 44 | 22 | 8  | 14 | 58 | 41 | +17 | Primera Fase de la Copa Sudamericana 2018   |
| 6    | Sport Huancayo         | 66   | 44 | 17 | 13 | 14 | 64 | 61 | +3  | Primera Fase de la Copa Sudamericana 2018   |
| 7    | Sport Rosario          | 65   | 44 | 16 | 17 | 11 | 49 | 42 | +7  | Primera Fase de la Copa Sudamericana 2018   |
| 8    | Sporting Cristal       | 64   | 44 | 17 | 12 | 15 | 76 | 60 | +16 | Primera Fase de la Copa Sudamericana 2018   |
| 9    | Deportivo Municipal    | 60   | 44 | 16 | 12 | 16 | 53 | 49 | +4  |                                             |
| 10   | Comerciantes Unidos    | 50   | 44 | 13 | 11 | 20 | 59 | 68 | -9  |                                             |
| 11   | Universidad San Martín | 50   | 44 | 14 | 8  | 22 | 63 | 74 | -11 |                                             |
| 12   | Academia Cantolao      | 47   | 44 | 11 | 15 | 18 | 41 | 57 | -16 |                                             |
| 13   | Ayacucho FC            | 45   | 44 | 11 | 12 | 21 | 51 | 73 | -22 |                                             |
| 14   | Unión Comercio         | 44   | 44 | 11 | 11 | 22 | 52 | 63 | -11 |                                             |
| 15   | Juan Aurich            | 38   | 44 | 8  | 15 | 21 | 51 | 86 | -35 | Segunda División 2018                       |
| 16   | Alianza Atlético       | 33   | 44 | 9  | 9  | 26 | 36 | 81 | -45 | Segunda División 2018                       |

### Resultados
En las siguientes tablas se muestran los resultados a gran escala entre los participantes. Un recuadro de color rojo simboliza la victoria del equipo visitante —en la parte superior—, uno verde, la victoria del local —en la parte izquierda— y uno amarillo, un empate.
|                        | CAN | AAS | AYA | MEL | SRO | CRI | UCO | USM |
| ---------------------- | --- | --- | --- | --- | --- | --- | --- | --- |
| Academia Cantolao      |     | 0–1 | 1–3 | 1–1 | 0–0 | 2–0 | 2–0 | 0–2 |
| Alianza Atlético       | 0–1 |     | 1–1 | 0–1 | 0–3 | 0–5 | 1–2 | 2–2 |
| Ayacucho               | 2–1 | 1–2 |     | 1–3 | 0–1 | 2–2 | 1–1 | 3–0 |
| Melgar                 | 0–0 | 2–1 | 2–2 |     | 0-0 | 2–2 | 3–0 | 2–1 |
| Sport Rosario          | 1–1 | 1–0 | 1–0 | 0–0 |     | 2–1 | 0–0 | 1–1 |
| Sporting Cristal       | 1–4 | 4–1 | 4–0 | 2–0 | 1–0 |     | 0–0 | 3–0 |
| Unión Comercio         | 3–1 | 5–0 | 0–2 | 1–2 | 0–2 | 2–2 |     | 2–1 |
| Universidad San Martín | 1–2 | 0–1 | 2–0 | 1–2 | 3–1 | 1–0 | 3–0 |     |

|                     | ALI | COU | MUN | AUR | GAR | HUA | UTC | UNI |
| ------------------- | --- | --- | --- | --- | --- | --- | --- | --- |
| Alianza Lima        |     | 0–0 | 2–2 | 7–2 | 2–0 | 2–2 | 0–0 | 2–0 |
| Comerciantes Unidos | 0–2 |     | 3–2 | 0–1 | 2–4 | 2–1 | 4–2 | 3–0 |
| Deportivo Municipal | 2–0 | 0–1 |     | 2–1 | 1–1 | 2–0 | 0–1 | 1–2 |
| Juan Aurich         | 0–1 | 1–1 | 0–1 |     | 3–1 | 1–1 | 2–2 | 0–0 |
| Real Garcilaso      | 2–1 | 0–0 | 1–0 | 7–0 |     | 2–0 | 1–4 | 3–1 |
| Sport Huancayo      | 1–2 | 4–2 | 2–0 | 3–2 | 0–3 |     | 2–1 | 2–1 |
| UTC                 | 1–1 | 2–0 | 1–0 | 3–0 | 2–1 | 2–0 |     | 2–1 |
| Universitario       | 3–0 | 3-0 | 1–0 | 2–2 | 1–1 | 1–1 | 3–1 |     |

|                        | CAN | AAS | ALI | AYA | COU | MUN | AUR | MEL | GAR | HUA | SRO | CRI | UCO | USM | UTC | UNI |
| ---------------------- | --- | --- | --- | --- | --- | --- | --- | --- | --- | --- | --- | --- | --- | --- | --- | --- |
| Academia Cantolao      |     | 2–1 | 1–1 | 0–0 | 0–1 | 0–2 | 3–2 | 0–0 | 2–3 | 1–1 | 1–1 | 1–1 | 2–0 | 3–1 | 0–0 | 1–0 |
| Alianza Atlético.      | 0–0 |     | 1–0 | 0–2 | 3–2 | 1–1 | 1–1 | 1–0 | 3–2 | 1–3 | 1–4 | 2–3 | 1–3 | 0–2 | 0–0 | 0–2 |
| Alianza Lima           | 1–1 | 3–0 |     | 4–0 | 2–0 | 1–0 | 2–0 | 2–1 | 2–0 | 3–3 | 4–1 | 2–1 | 1–0 | 3–2 | 2–0 | 1–0 |
| Ayacucho               | 0–0 | 1–0 | 1–2 |     | 5–3 | 1–1 | 3–1 | 1–2 | 2–1 | 1–1 | 0–1 | 5–3 | 0–1 | 3–0 | 2–2 | 3–3 |
| Comerciantes Unidos    | 3–0 | 0–2 | 0–0 | 4–0 |     | 0–0 | 3–2 | 1–1 | 2–3 | 2–1 | 0–1 | 4–2 | 2–0 | 1–2 | 1–0 | 1–1 |
| Deportivo Municipal    | 2–0 | 3–1 | 0–2 | 2–0 | 1–0 |     | 2–1 | 1–1 | 0–0 | 2–1 | 3–0 | 3–2 | 1–0 | 1–0 | 0–1 | 3–5 |
| Juan Aurich.           | 1–0 | 1–1 | 2–0 | 2–0 | 2–2 | 1–1 |     | 2–2 | 1–2 | 3–2 | 1–1 | 2–1 | 2–1 | 0–0 | 1–2 | 1–1 |
| Melgar                 | 5–0 | 2–0 | 1–0 | 2–0 | 1–1 | 1–1 | 4–3 |     | 0–2 | 4–0 | 2–2 | 4–1 | 2–1 | 2–3 | 2–0 | 2–0 |
| Real Garcilaso.        | 1–0 | 2–1 | 4–1 | 2–0 | 2–1 | 2–1 | 5–1 | 1–0 |     | 0–1 | 2–1 | 1–0 | 2–1 | 2–1 | 2–1 | 1–2 |
| Sport Huancayo         | 2–0 | 1–1 | 4–2 | 1–1 | 3–1 | 3–0 | 3–0 | 2–0 | 1–1 |     | 2–0 | 2–1 | 1–1 | 2–3 | 2–0 | 1–0 |
| Sport Rosario          | 3–1 | 1–0 | 0–1 | 3–0 | 1–1 | 1–0 | 2–0 | 2–1 | 1–1 | 1–1 |     | 1–3 | 0–0 | 1–1 | 2–1 | 0–0 |
| Sporting Cristal       | 3–0 | 4–0 | 0–1 | 2–0 | 2–2 | 2–2 | 0–0 | 1–2 | 0–0 | 2–0 | 2–1 |     | 2–0 | 2–1 | 1–0 | 1–1 |
| Unión Comercio         | 2–2 | 1–2 | 0–1 | 3–1 | 3–1 | 2–2 | 2–2 | 0–2 | 1–2 | 4–0 | 1–1 | 2–2 |     | 3–1 | 1–0 | 1–2 |
| Universidad San Martín | 3–2 | 4–1 | 1–2 | 1–1 | 3–2 | 1–4 | 4–1 | 0–2 | 2–2 | 0–0 | 1–1 | 2–3 | 2–0 |     | 0–2 | 2–4 |
| UTC                    | 0–1 | 2–0 | 1–0 | 3–0 | 2–0 | 2–0 | 3–0 | 0–0 | 2–3 | 1–1 | 2–1 | 1–0 | 1–0 | 3–1 |     | 1–0 |
| Universitario          | 2–1 | 1–1 | 1–2 | 2–0 | 1–0 | 1–1 | 2–0 | 2–1 | 2–1 | 2–0 | 2–1 | 2–2 | 3–2 | 2–1 | 3–1 |     |

## Final
La final sería la última etapa del campeonato. En ella se enfrentarían los campeones del Apertura y del Clausura, siendo el ganador proclamado campeón nacional del Torneo Descentralizado 2017 y accediendo como Perú 1 en la Copa Libertadores 2018, mientras que el perdedor será Perú 2.
Dado que el Alianza Lima acabó primero tanto en el Torneo Apertura como en el Torneo Clausura, fue proclamado automáticamente como el campeón nacional del 2017. A su vez, el club Real Garcilaso, al culminar segundo también en ambos torneos, fue el subcampeón del año. Ambos clasificaron a la Copa Libertadores 2018 como Perú 1 y Perú 2, respectivamente.

### Equipos participantes
| Equipo       | Método de clasificación     | Fecha de clasificación |
| ------------ | --------------------------- | ---------------------- |
| Alianza Lima | Campeón del Torneo Apertura | 13 de agosto de 2017   |
| Alianza Lima | Campeón del Torneo Clausura | 3 de diciembre de 2017 |

|                                           |
|                                           |
| Campeón Nacional Alianza Lima 23.º título |
|                                           |

## Clasificación a torneos de Conmebol

### Copa Libertadores
| Clasificado como | Equipo         | Fase           |
| ---------------- | -------------- | -------------- |
| Perú 1           | Alianza Lima   | Fase de grupos |
| Perú 2           | Real Garcilaso | Fase de grupos |
| Perú 3           | FBC Melgar     | Fase 2         |
| Perú 4           | Universitario  | Fase 1         |

### Copa Sudamericana
| Clasificado como | Equipo           | Fase   |
| ---------------- | ---------------- | ------ |
| Perú 1           | UTC              | Fase 1 |
| Perú 2           | Sport Huancayo   | Fase 1 |
| Perú 3           | Sport Rosario    | Fase 1 |
| Perú 4           | Sporting Cristal | Fase 1 |

## Estadísticas

### Tabla de goleadores
A continuación se muestra una lista con los máximos anotadores durante todo el campeonato, de acuerdo a la página Fbref. Esta lista resulta de la suma de las tablas de goleadores de los torneos de Verano, Apertura y Clausura.
Nota: Nombres y banderas de equipos en la época.
| \| Pos. \| Jugador \| G. \| Part. \| Prom. \| Club \| \| ---- \| ---------------- \| -- \| ----- \| ----- \| ---------------------- \| \| 1 \| Irven Ávila \| 22 \| 40 \| 0.65 \| Sporting Cristal \| \| 2 \| Cristian Bogado \| 20 \| 40 \| 0.57 \| Unión Comercio \| \| 3 \| Danilo Carando \| 19 \| 37 \| 0.58 \| Real Garcilaso \| \| 4 \| Luis Tejada \| 18 \| 37 \| 0.58 \| Universitario \| \| 5 \| Mauricio Montes \| 17 \| 34 \| 0.73 \| Sport Huancayo \| \| 6 \| Luis Aguiar \| 15 \| 39 \| 0.47 \| Alianza Lima \| \| = \| Alexander Succar \| 15 \| 33 \| 0.48 \| Universidad San Martín \| \| 8 \| Alberto Quintero \| 13 \| 29 \| 0.48 \| Universitario \| \| = \| Ray Sandoval \| 13 \| 35 \| 0.49 \| Sporting Cristal \| \| 10 \| William Mimbela \| 12 \| 34 \| 0.44 \| Ayacucho \| |                  |    |       |       |                        |
| Pos. | Jugador          | G. | Part. | Prom. | Club                   |
| 1 | Irven Ávila      | 22 | 40    | 0.65  | Sporting Cristal       |
| 2 | Cristian Bogado  | 20 | 40    | 0.57  | Unión Comercio         |
| 3 | Danilo Carando   | 19 | 37    | 0.58  | Real Garcilaso         |
| 4 | Luis Tejada      | 18 | 37    | 0.58  | Universitario          |
| 5 | Mauricio Montes  | 17 | 34    | 0.73  | Sport Huancayo         |
| 6 | Luis Aguiar      | 15 | 39    | 0.47  | Alianza Lima           |
| = | Alexander Succar | 15 | 33    | 0.48  | Universidad San Martín |
| 8 | Alberto Quintero | 13 | 29    | 0.48  | Universitario          |
| = | Ray Sandoval     | 13 | 35    | 0.49  | Sporting Cristal       |
| 10 | William Mimbela  | 12 | 34    | 0.44  | Ayacucho               |

### Tabla de asistentes
Nota: Nombres y banderas de equipos en la época.
| \| Pos. \| Jugador \| Asi. \| Part. \| Prom. \| Club \| \| ---- \| ---------------------- \| ---- \| ----- \| ----- \| ------------------- \| \| 1 \| Alfredo Ramúa \| 16 \| 43 \| 0.38 \| Real Garcilaso \| \| 2 \| Irven Ávila \| 14 \| 40 \| 0.42 \| Sporting Cristal \| \| 3 \| Freddy Álvarez \| 10 \| 37 \| 0.46 \| Deportivo Municipal \| \| 4 \| Pablo Lavandeira \| 9 \| 37 \| 0.25 \| Deportivo Municipal \| \| 5 \| Marcos Lliuya \| 8 \| 42 \| 0.27 \| Sport Huancayo \| \| = \| Henry Colán \| 8 \| 37 \| 0.24 \| Ayacucho \| \| = \| Omar Fernández Frasica \| 8 \| 38 \| 0.24 \| FBC Melgar \| \| = \| Juan Pablo Vergara \| 8 \| 34 \| 0.27 \| UTC \| \| = \| Alexi Gómez \| 8 \| 32 \| 0.28 \| Universitario \| \| = \| Luis Aguiar \| 8 \| 39 \| 0.25 \| Alianza Lima \| |                        |      |       |       |                     |
| Pos. | Jugador                | Asi. | Part. | Prom. | Club                |
| 1 | Alfredo Ramúa          | 16   | 43    | 0.38  | Real Garcilaso      |
| 2 | Irven Ávila            | 14   | 40    | 0.42  | Sporting Cristal    |
| 3 | Freddy Álvarez         | 10   | 37    | 0.46  | Deportivo Municipal |
| 4 | Pablo Lavandeira       | 9    | 37    | 0.25  | Deportivo Municipal |
| 5 | Marcos Lliuya          | 8    | 42    | 0.27  | Sport Huancayo      |
| = | Henry Colán            | 8    | 37    | 0.24  | Ayacucho            |
| = | Omar Fernández Frasica | 8    | 38    | 0.24  | FBC Melgar          |
| = | Juan Pablo Vergara     | 8    | 34    | 0.27  | UTC                 |
| = | Alexi Gómez            | 8    | 32    | 0.28  | Universitario       |
| = | Luis Aguiar            | 8    | 39    | 0.25  | Alianza Lima        |

### Bolsa de minutos
En esa temporada los clubes estuvieron obligados a usar jugadores de las categorías 1996 —sub-19— y 1997 —sub-18— en un total de cuatro mil —4000— minutos, de los cuales tres mil quinientos pudieron ser sumados por jugadores de la categoría 96 o menor —mil cien en el Torneo de Verano y mil doscientos en el Apertura y Clausura— y los restantes quinientos por jugadores de la categoría 1997 o menor.
Los equipos solamente pudieron sumar un máximo de 270 minutos por partido. Al final del campeonato aquellos que no completaron los cuatro mil minutos perdieron tres puntos por cada noventa minutos o fracción faltante.
 Actualizado el 6 de diciembre de 2017
| Pos. | Torneo                 | Torneo de Verano | Torneo de Verano | Torneo Apertura | Torneo Apertura | Torneo Clausura | Torneo Clausura | Total   | Total   | Total |
| Pos. | Equipo                 | Min. 96          | Min. 97          | Min. 96         | Min. 97         | Min. 96         | Min. 97         | Min. 96 | Min. 97 | Total |
| ---- | ---------------------- | ---------------- | ---------------- | --------------- | --------------- | --------------- | --------------- | ------- | ------- | ----- |
| 1    | Alianza Lima           | 740              | 2494             | 1467            | 2241            | 1667            | 1857            | 3874    | 6592    | 10466 |
| 2    | Sporting Cristal       | 1686             | 135              | 2811            | 168             | 3986            | 860             | 8483    | 1163    | 9646  |
| 3    | UTC                    | 27               | 1083             | 26              | 2741            | 21              | 2609            | 74      | 6433    | 6507  |
| 4    | Sport Rosario          | 2182             | 11               | 1752            | 23              | 1837            | 711             | 5771    | 745     | 6516  |
| 5    | Universitario          | 635              | 915              | 673             | 1401            | 1173            | 1575            | 2481    | 3891    | 6372  |
| 6    | Universidad San Martín | 0                | 1263             | 149             | 2085            | 146             | 1696            | 295     | 5044    | 5339  |
| 7    | Juan Aurich            | 988              | 340              | 1530            | 212             | 1081            | 467             | 3599    | 1019    | 4618  |
| 8    | Ayacucho               | 386              | 596              | 322             | 898             | 1078            | 943             | 1786    | 2437    | 4223  |
| 9    | Unión Comercio         | 954              | 164              | 658             | 691             | 302             | 1386            | 1914    | 2241    | 4155  |
| 10   | Deportivo Municipal    | 821              | 433              | 678             | 526             | 699             | 974             | 2198    | 1933    | 4131  |
| 11   | Comerciantes Unidos    | 154              | 983              | 0               | 1008            | 392             | 1534            | 546     | 3525    | 4071  |
| 12   | Academia Cantolao      | 360              | 746              | 601             | 649             | 988             | 695             | 1949    | 2090    | 4039  |
| 13   | Melgar                 | 1189             | 45               | 1227            | 519             | 360             | 683             | 2776    | 1247    | 4023  |
| 14   | Real Garcilaso         | 0                | 752              | 0               | 672             | 0               | 2593            | 0       | 4017    | 4017  |
| 15   | Sport Huancayo         | 147              | 963              | 22              | 1180            | 180             | 1521            | 349     | 3664    | 4013  |
| 16   | Alianza Atlético       | 845              | 0                | 1158            | 0               | 649             | 1338            | 2652    | 1338    | 3990  |

## Premios
| Jugador         | Equipo                    | Categoría                |
| --------------- | ------------------------- | ------------------------ |
| Leao Butrón     | Club Alianza Lima         | Mejor Portero            |
| Roberto Siucho  | Universitario de Deportes | Mejor Jugador Sub-23     |
| Leao Butrón     | Club Alianza Lima         | Mejor Jugador del Torneo |
| Irven Ávila     | Sporting Cristal          | Máximo Goleador          |
| Pablo Bengochea | Club Alianza Lima         | Mejor Entrenador         |
|                 | Sport Huancayo            | Premio Fair Play         |